# 金平双盖蕨
金平双盖蕨（学名：Diplazium jinpingense）也称
金平短肠蕨，为蹄盖蕨科双盖蕨属下的一个植物种。特產於中國雲南東南部。其种加词“jinpingensis”意为“云南金平的”。